# Кіперман Михайло Юрійович
Кіперман Михайло Юрійович (нар. 15 жовтня 1975 року, Дніпропетровськ) — український бізнесмен єврейського походження, бізнес-партнер Ігоря Коломойського, представник неформальної групи «Приват».

## Життєпис
Народився у Дніпропетровську в родині українських євреїв. Батько — Юрій Кіперман — відомий український бізнесмен, власник нафтової компанії та автозаправок. Михайло Кіперман був членом наглядової ради ВАТ «Укрнафти» та співвласником карпатського туркомплексу «Буковина». До сімейних бізнес-активів належить мережа заправних станцій, нафтова компанія «Оптіма-ойл» та оператор зв'язку «Оптіма телеком». 
Михайло Кіперман — колишній чоловік співачки Віри Брежнєвої, від цього шлюбу має доньку Сару Кіперман.
Статки Кіпермана журнал Фокус оцінював у 54 мільйони доларів.